# كأس السوبر الإفريقي 1993
كأس السوبر الإفريقي 1993 هي النسخة الأولى من كأس السوبر الإفريقي، أقيمت في أبيدجان في ساحل العاج في 10 يناير 1993. تعد النسخة الوحيدة التي أقيمت على ملعب الفائز ببطولة كأس إفريقيا للأندية أبطال الكؤوس وليس على ملعب الفائز بكأس إفريقيا للأندية البطلة أو على ملعب محايد، المباراة جمعت بين فريقي أفريكا سبورتس الإيفواري ونادي الوداد المغربي، وعلى ملعب مكتظ وفي حضور الرئيس الإيفواري فيليكس أوفوي بوانيي، فاز أفريكا سبورتس بركلات الترجيح (5–3) بعد انتهاء الوقتين الأصلي والإضافي بنتيجة 2–2.

## الفرق
الوداد الفائز بكأس إفريقيا للأندية البطلة 1992
 أفريكا سبورتس الفائز بكأس الكؤوس الإفريقية

## النتيجة النهائية
أفريكا سبورتس (2–2)  الوداد
(3–5)